# Tiszaörs
Tiszaörs là một thị trấn thuộc hạt Jász-Nagykun-Szolnok, Hungary. Thị trấn này có diện tích 37,1 km², dân số năm 2010 là 1282 người, mật độ 35 người/km².